# Песочня (приток Атемеши)
Песочня — река в России, протекает по Максатихинскому району Тверской области. Река течёт преимущественно на восток. Устье реки находится в 21 км по правому берегу реки Атемеша к северу от деревни Атемежа Будёновского сельского поселения. Длина реки составляет 13 км.

## Данные водного реестра
По данным государственного водного реестра России относится к Верхневолжскому бассейновому округу, водохозяйственный участок реки — Молога от истока и до устья, речной подбассейн реки — Реки бассейна Рыбинского водохранилища. Речной бассейн реки — (Верхняя) Волга до Куйбышевского водохранилища (без бассейна Оки).
Код объекта в государственном водном реестре — 08010200112110000005750.